# 竇妙善
竇妙善（？年—？年），京師崇文坊（今北京市）人。十五歲時就嫁給工部主事餘姚姜榮當妾。

## 生平
正德年間，姜榮擔任瑞州通判攝府事。華林賊侵略瑞州。姜榮出城逃走。華林賊入城，抓住姜榮的正妻跟奴婢數人，問姜榮所在。當時竇妙善在別的房間。趁空檔拿了官印。丟到荷池裡，然後穿上鮮豔的衣服走出去。對華林賊說：「太守統數千援兵，出城追捕你們，你們命在旦夕，為何要抓我的婢女？」。華林賊們以為竇妙善就是姜榮的正妻。於是把其他人放了，用轎子抬竇妙善出城。
當時被捉綁的還有盛豹父子。兒子對華林賊叩頭。請求釋放他的父親。華林賊們就把他的父親放走。竇妙善說：「這個人很有力氣。可讓他來抬我。」華林賊聽從。於是讓盛豹去抬竇妙善。抬了幾里路。竇妙善見前後都沒有華林賊，於是偷偷告訴盛豹官印藏匿的地點讓他回去告訴太守。並告訴盛豹她將自殺的地方。竇妙善對華林賊說，說盛豹不會抬轎。於是把盛豹放走。竇妙善來到花塢鄉。竇妙善假裝口渴，說要去井水那邊止渴。華林賊便停下來讓她去取水，竇妙善趁機跳井自殺。盛豹入城後告訴姜榮去取印，後來來到花塢鄉，尋井，果然發現竇妙善的屍體。七年後，郡縣將此事稟報朝廷，下詔為她立祠祭祀，賜額貞烈。

## 延伸阅读
[在维基数据编辑]
 《明史卷三百〇一》，出自《明史》